# Sojamilch

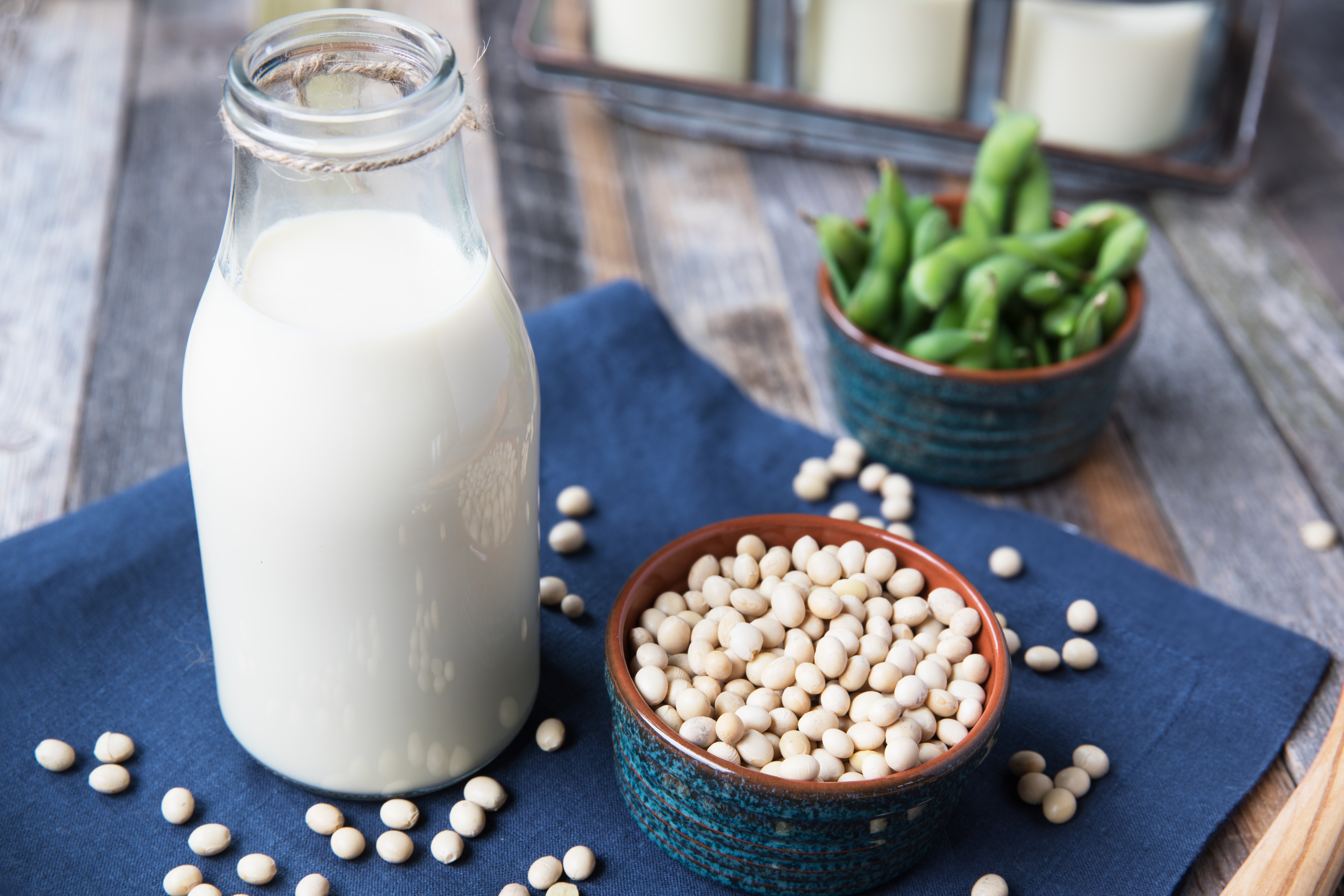
Eine Flasche Sojamilch

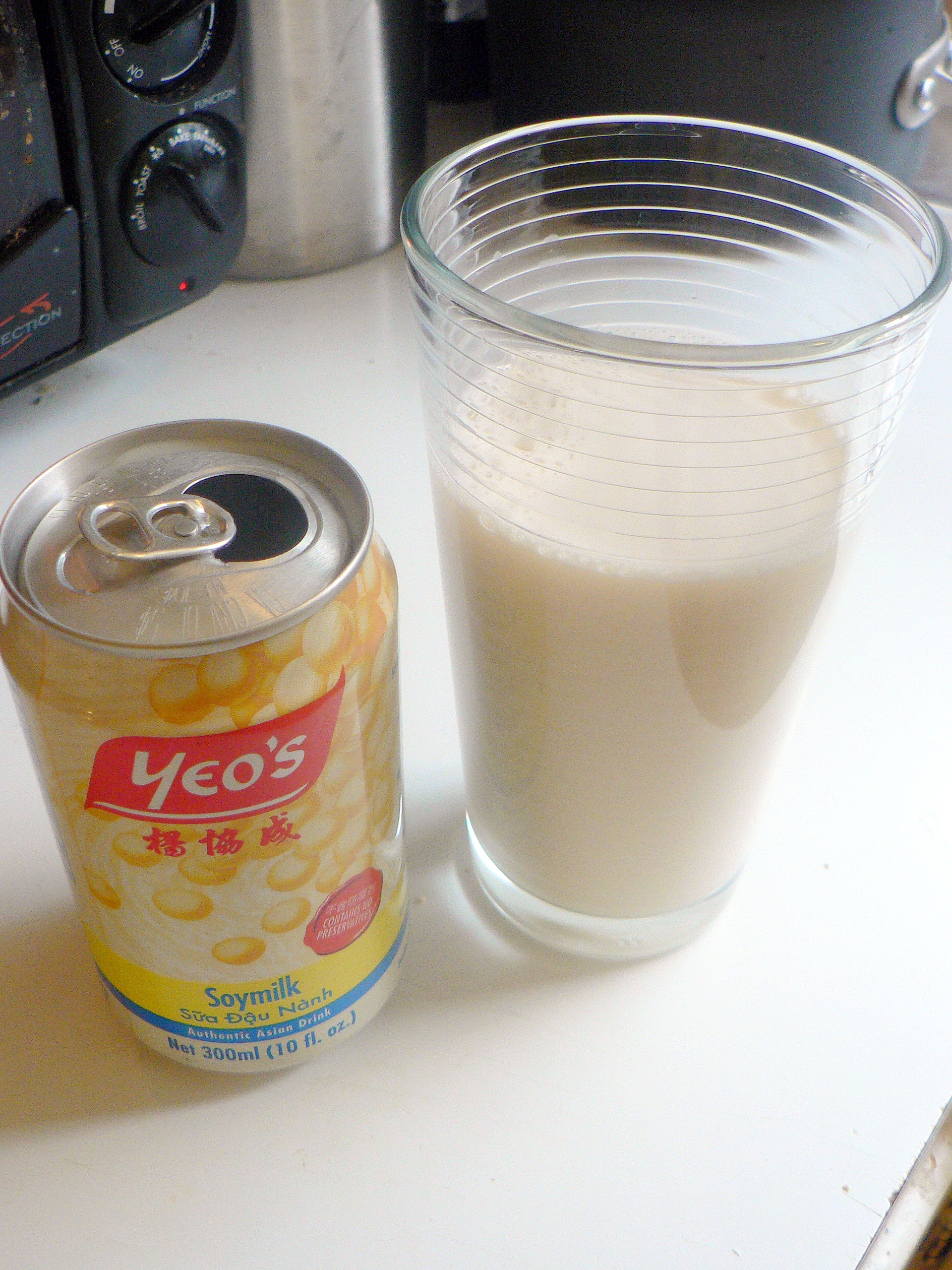
Sojamilch aus der Dose

Sojamilch ist ein aus Sojabohnen hergestelltes pflanzliches Getränk. Ihr Aufbau und ihre Verwendungsmöglichkeiten ähneln denen der Milch, weshalb sie in der veganen Ernährung als ein Ersatz für Kuhmilch verwendet wird. Traditionelle Sojamilch, eine stabile Emulsion aus Öl, Wasser und Proteinen, ist ein flüssiger Extrakt aus ganzen Sojabohnen. Die Flüssigkeit wird durch das Einweichen trockener Sojabohnen hergestellt, die anschließend mit Wasser ausgedrückt werden.
Sojamilch darf in der EU nicht mit der Bezeichnung Milch in Verkehr gebracht werden (siehe Handelsbezeichnung). Daher werden Produkte im Handel beispielsweise als „Sojadrink“, „Soja-Mylch“, „Soya – rein pflanzlich“ o. ä. verkauft.

## Geschichte
Die Herstellung von Sojamilch war schon vor über 2000 Jahren zur Zeit der Han-Dynastie in China bekannt, wobei die Haltbarmachung durch Kochen um 1800 aufkam. Sojamilch bzw. Sojabohnenmilch ist im deutschen Sprachraum jedenfalls seit Anfang des 20. Jahrhunderts als eine Form der vegetabilen Milch bekannt, namentlich die Produkte der Frankfurter Soyama-Werke, die ab 1913 hergestellt wurden. Ein Einsatz erfolgte auch als Alternativprodukt zu Kuhmilch in der Bäckerei.
Anfang der 1920er Jahre entstanden vor allem in Frankfurt am Main weitere Produzenten von Soja-Produkten und Sojamilch, darunter die Pomosin-Werke und die chemische Fabrik Wilhelm Opificius.

## Handelsbezeichnung
In der Europäischen Union darf Sojamilch seit 2013 im Handel nur unter anderen Bezeichnungen, wie Sojadrink, verkauft werden. Gemäß Artikel 78 Absatz 1 in Verbindung mit Anhang VII der Verordnung (EU) Nr. 1308/2013 ist der Begriff Milch „ausschließlich dem durch ein- oder mehrmaliges Melken gewonnenen Erzeugnis der normalen Eutersekretion, ohne jeglichen Zusatz oder Entzug, vorbehalten“. Im Juni 2017 bestätigte der Europäische Gerichtshof diese Namenskonvention. In den USA ist die Bezeichnung „soy milk“ jedoch zulässig.

## Verbreitung

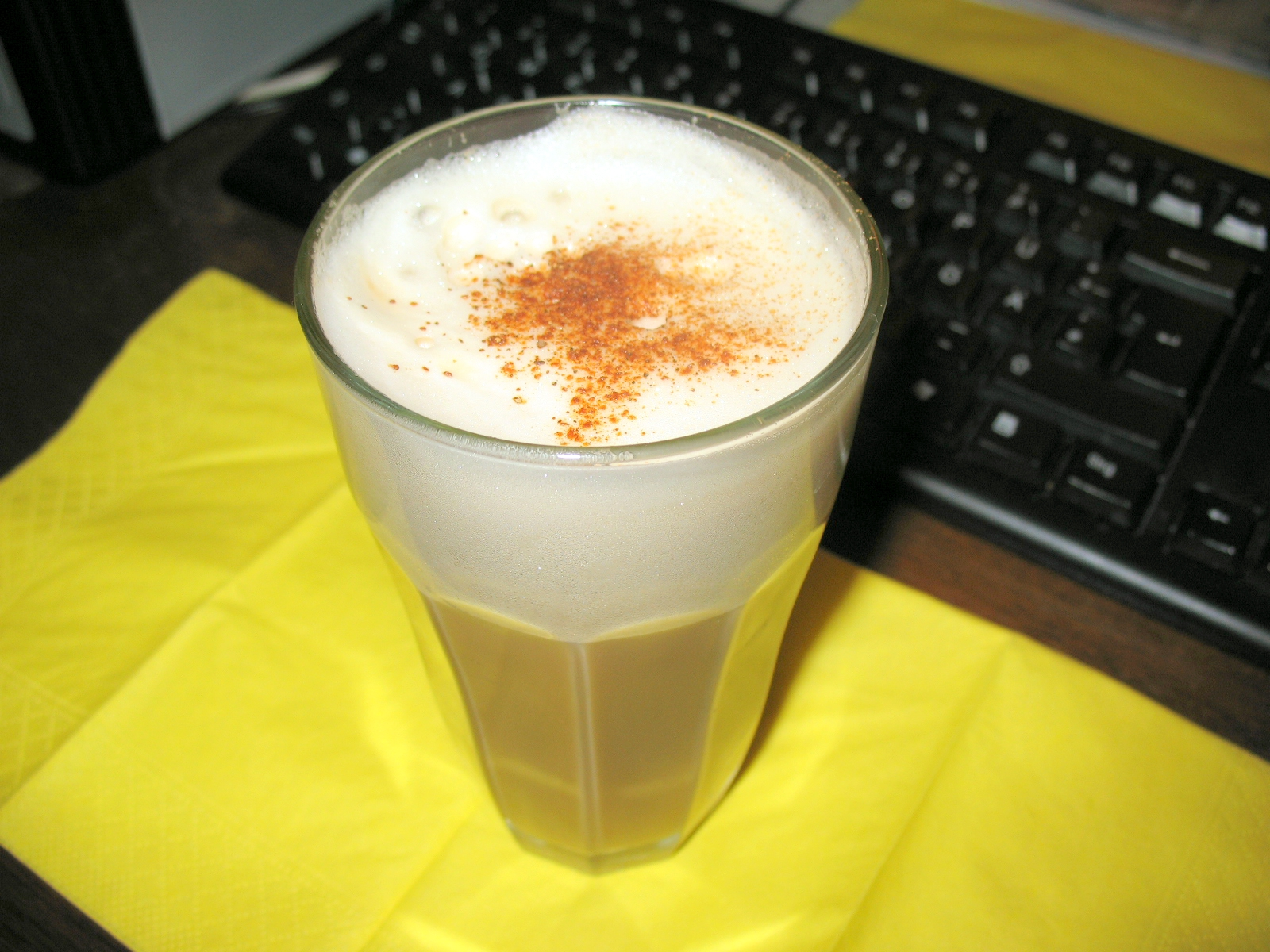
Café frappé mit aufgeschäumter Sojamilch und Zimt

In der westlichen Welt ist Sojamilch im Sortiment von Handelsketten erhältlich. In Ländern, in denen der vegane Ernährungsstil größere Bedeutung gewonnen hat, ist sie oft auf Anfrage in Cafés und Kaffee-Franchises vorhanden.
In Deutschland gaben laut einer repräsentativen Umfrage 2 % der Befragten an, dass sie jede Woche Sojamilch trinken, und weitere 4 % antworteten, dass sie einmal oder mehrmals im Monat Sojamilch konsumieren.

## Ernährungsphysiologie
Der Eiweißgehalt handelsüblicher Sojamilch, mit etwa 7 bis 10 % Sojabohnenanteil, liegt mit 3 bis 4 g/100 ml etwa bei dem der Kuhmilch. Kohlenhydratgehalt, ca. 2 g, und Fettgehalt, ca. 2,2 g, liegen unter dem der Kuhmilch (Kohlenhydrate 4,8 g; Fett 3,5 g). Vitamin B12 sowie Vitamin C sind in der Sojabohne nicht enthalten. Weiterhin enthält Sojamilch weniger Vitamin B2 und Calcium als Kuhmilch. Deshalb reichern einige Hersteller ihre Produkte mit Vitamin B12, Vitamin B2 und Calciumcarbonat aus mineralischen oder organischen Quellen an. Aufgrund ihrer Zusammensetzung ist Sojamilch für Säuglinge nicht als Ersatz für die Muttermilch geeignet.
Sojamilch ist reich an ungesättigten Fettsäuren und enthält kein Cholesterin und keine Laktose. Sojaeiweiß kann Nahrungsmittelallergien auslösen. Besonders bei Allergien auf Birkenpollen kann es zu Kreuzallergien kommen, da die Proteinstrukturen ähnlich sind.
1995 wurde in dem New England Journal of Medicine eine Metaanalyse der University of Kentucky veröffentlicht, die von Protein Technologies International unterstützt worden war und zu dem Ergebnis kommt, dass Sojaprotein die Konzentrationen von Serum-Cholesterin, LDL und Triglyceriden senkt, HDL jedoch nicht signifikant erhöht.
Die tolerierbare tägliche Aufnahmemenge (TDI) von Nickel beträgt laut Europäischer Behörde für Lebensmittelsicherheit (EFSA) 2,8 Mikrogramm (0,0028 Milligramm) pro Kilogramm Körpergewicht. 2019 hat die Arbeiterkammer Oberösterreich zwölf verschiedene Sojadrinks bei der Agentur für Gesundheit und Ernährungssicherheit untersuchen lassen. Die Werte lagen zwischen 0,25 und 0,69 mg pro Liter. Bei der Sojamilch mit den höchsten Werten hat ein 30 Kilogramm schweres Kind bereits bei einem Viertelliter mehr als doppelt so viel Nickel aufgenommen wie von der EFSA empfohlen. Zum Vergleich: Frühstücksflocken enthalten rund 0,8 mg pro kg Nickel, Schokolade 4 mg pro kg und Bohnen und Walnüsse etwa 2 mg pro kg.
Die amerikanische USDA sieht seit ihren Ernährungsempfehlungen 2020 angereicherte Sojamilch als gleichwertig zu Kuhmilch an.
Darüber hinaus enthält Sojamilch Isoflavone, denen in neueren Studien positive Eigenschaften zugeschrieben werden.

## Herstellung
Sojamilch wird durch Einweichen und Pürieren der getrockneten, gelben Sojabohne in Wasser im Verhältnis von ca. 10 zu 1 hergestellt. Um die noch vorhandenen verdauungshemmenden Giftstoffe (Trypsin-Inhibitoren) aus der Masse zu entfernen, muss Soja für etwa 20 Minuten gekocht werden. Dabei unterscheiden sich die traditionelle chinesische und japanische Zubereitungsart.
Bei der chinesischen Zubereitungsweise wird das Püree zuerst filtriert und dann gekocht. Bei der japanischen wird das Püree gekocht, und das gekochte Gemenge filtriert und anschließend abgekühlt. Der ballaststoffreiche Sojakuchen, Okara genannt, bleibt im Filter zurück. Bei der industriellen Herstellung fallen erhebliche Mengen an Sojapülpe an, die als eiweißreiches Tierfutter Verwendung finden.
Sojamilch, aber auch Getreidemilch wie Reis- oder Hafermilch sowie Nussmilch, lassen sich mit so genannten Sojamilchbereitern (auch Sojamilchmaschine oder Sojamilchautomat) herstellen. Ein Sojamilchbereiter erstellt aus eingeweichten oder uneingeweichten Sojabohnen und Wasser in ca. 15 bis 20 Minuten eine Sojamilch.
Sojajoghurt bzw. Yofu ist ein fermentiertes Produkt aus Sojamilch.

## Verwendung

### Kochen
Sojamilch wird zur Zubereitung vieler Produkte gebraucht, die in der veganen und vegetarischen Ernährung verwendet werden, und kann in den meisten Rezepten als Ersatz für Kuhmilch eingesetzt werden.
„Süße“ und „salzige“ Sojamilch sind traditionelle chinesische Lebensmittel, die zum Frühstück verwendet werden, als Beilage werden Brotsorten wie Mantou (gedämpfte Rollen), Youtiao (frittierter Teig) oder Shaobing (Sesamflachbrot) gereicht. Die Sojamilch wird typischerweise durch Zuckerrohr gesüßt oder manchmal schlicht mit Sirup. „Salzige“ Sojamilch wird durch Kombination von zerhackten eingelegten Senfkörnern (搾菜), getrockneten Garnelen und Essig (zur Gärung) bereitet und anschließend mit Youtiao-Croûtons, zerhackten Winterzwiebeln, Echtem Koriander, Rousong (肉鬆) oder Schalotten sowie Sesamöl, Sojasoße, Chiliöl oder Salz gereicht.
Sojamilch wird auf viele Arten in der japanischen Küche verwendet, so beispielsweise, um Yuba zuzubereiten sowie eine Suppengrundlage für Nabemono. Man findet sie in einer ganzen Reihe von Lebensmitteln. Kanebo Foods brachte I. V. heraus, eine Speiseeissorte, die auf Sojamilch basiert und in Convenience Shops verkauft wird. Dort wird sie auch als Eis am Stiel angeboten.
Tofu wird aus Sojamilch hergestellt, die zum Gerinnen gebracht und anschließend zu Blöcken gepresst wird.

### Andere Verwendung
Bei Verwendung in Kosmetikartikeln wird Sojamilch in der Liste der Inhaltsstoffe als SOYMILK (INCI) aufgeführt.